# Eva Cools
Eva Cools (1984) is een Belgische scenarist en filmregisseur. Ze schreef en regisseerde 4 kortfilms, een langspeelfilm, een serie en verschillende videoclips.

## Opleiding
Eva Cools studeerde in 2007 af aan de Hogeschool Sint-Lukas Brussel met als hoofdvak Audiovisuele Kunsten.

## Filmografie
Cools heeft vier korte films geregisseerd: De Puta Madre (2006), El Camino del Deseo (2007), Las Meninas (2012) en Everything comes back (2014). 
Cools regisseerde videoclips voor Belgische bands als Intergalactic Lovers, Mauro Pawlowski, Nightman, The Sophomore Jinx en Arquettes. 
Haar debuutfilm Cleo (2019), waarvoor ze zowel het scenario als de regie voor haar rekening nam, ging in première in oktober 2019 op Film Fest Gent in de Explore zone competitie. De film, een productie van Lunanime, werd ondersteund door het Vlaams Audiovisueel Fonds, Screen Brussels, Telenet en BETV. Lumière nam de distributie in de Benelux op zich.
In 2020 adapteerde en regisseerde Eva Cools de 16-delige serie: ‘Bathroom Stories’, in een productie van Sputnik Media en MNM. De webserie werd gereleased op VRT NU.
Op dit moment schrijft ze aan het scenario van haar tweede langspeelfilm genaamd ‘Norden’ in een productie van Krater Films.

## Prijzen
Haar korte films werden genomineerd en bekroond op talrijke nationale en internationale filmfestivals, waaronder Moondance Film Festival (VS), Elche International Film Festival (Spanje), Firstglance International Film Festival (VS), Great Lakes Film Festival (VS), Cinefiesta Puerto Rico, Filmfestival Gent (België) en het Women's Independent Film Festival in Hollywood (VS) waar ze vier prijzen won voor Beste Film, Beste Regisseur, Beste Scenario en Beste Actrice (Elisa Mouliaá) met de kortfilm Las Meninas.
De videoclip "I left my heart in Vermont" voor The Sophomore Jinx won de Popfolio Award voor Beste Videoclip.
Haar debuutfilm 'Cleo' ging in wereldpremière op het Internationaal Film Fest Gent. Cleo werd geselecteerd door verschillende internationale filmfestivals, zoals het International Filmfestival Rome (Alice Nella Citta), het International Filmfestival Tallinn Black Nights, het International Filmfestival of India, Goa en het Camerimage International Film Festival. 'Cleo' werd 5 keer genomineerd voor de Ensors (de Vlaamse filmprijzen) en 2 keer voor de Magrittes (de Belgische filmprijzen).
‘Cleo’ werd in totaal geselecteerd voor 14 internationale filmfestivals en won 6 prijzen:
- Visser-Neerlandia Prijs voor Beste Scenario op het Filmfestival Gent - 2016
- My Movies Award voor Beste Eerste Film - Alice Nella Citta (Rome) - 2019
- Rising Star Award - Beste Jonge Actrice - Alice Nella Citta (Rome) - 2019
- TimVision VOD Award - Alice Nella Citta (Rome) - 2019
- Best Director - International Filmfestival Sofia (BULG) 2019
- Ensor Beste Muziek: Mauro Pawlowski – Filmfestival Oostende 2020

Voor de VRT serie ‘Bathroom Stories’ werd Cools bekroond tot beste regisseur van 2020 door Sabam for Culture omwille van “haar eigen stijl, die heel erg afwijkt van de mainstream. Haar visuele signatuur is progressief en direct, maar ook empathisch en zelfbewust”, aldus het juryrapport.
Eva is lid van de Unie van Regisseurs. Ze is sinds 2021 lid van het College voor toneel-, literaire en audiovisuele rechten en beeldende kunsten en sinds 2023 van de Raad van Bestuur van Sabam.